# Louis-Alexandre Berthier

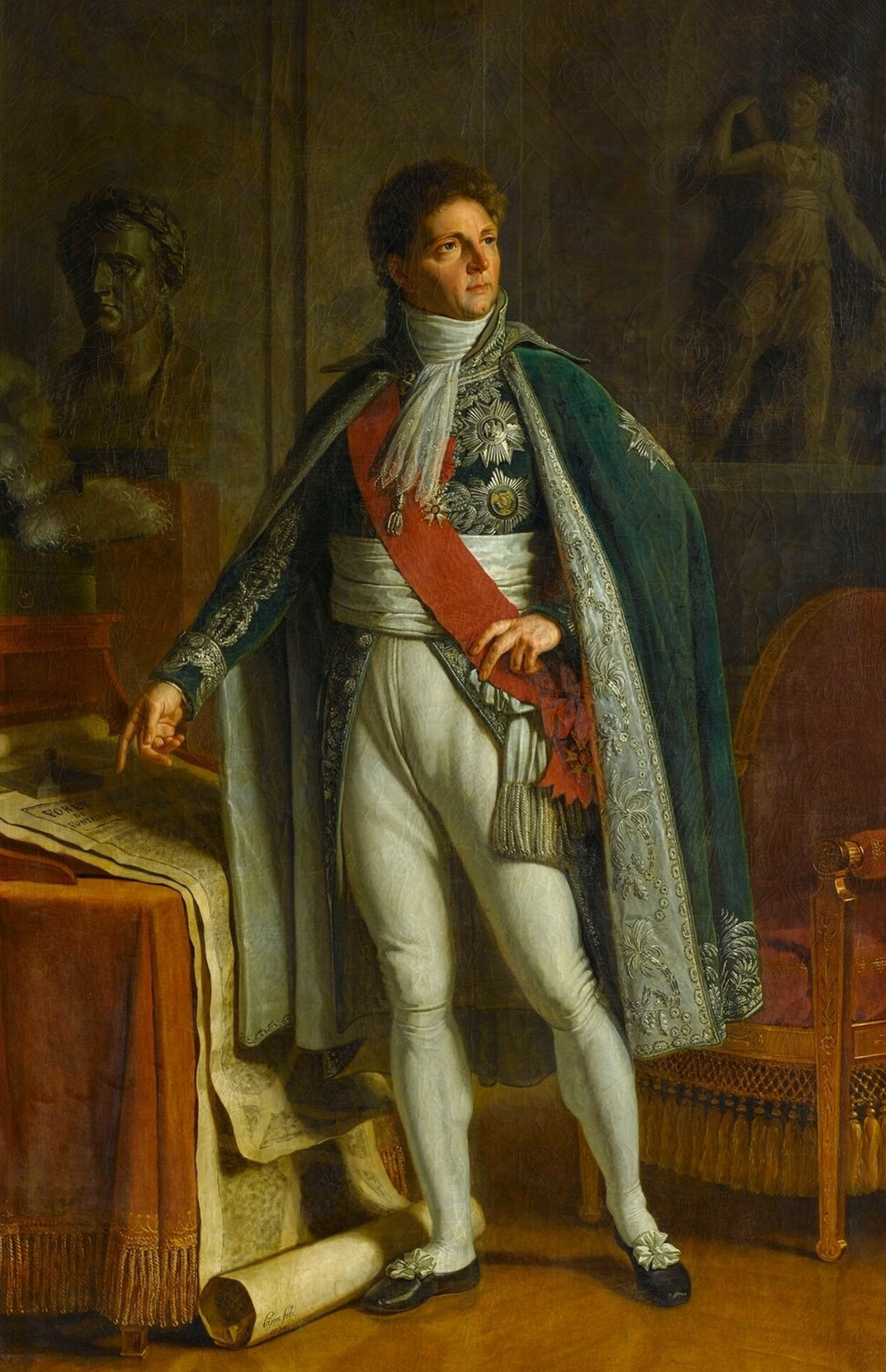
Louis-Alexandre Berthier, Fürst von Wagram, Herzog von Neuchâtel

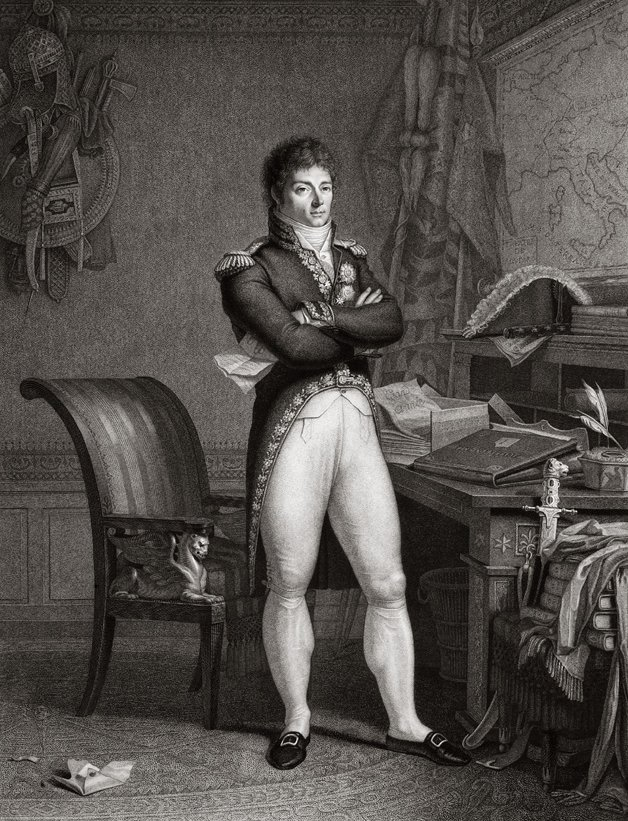
Louis-Alexandre Berthier

Louis Alexandre Berthier (* 20. November 1753 in Versailles; † 1. Juni 1815 in Bamberg), durch Napoleon zum prince souverain de Neuchâtel et de Valangin und prince de Wagram erhoben, war ein französischer Offizier in der Zeit der Revolutionskriege sowie Maréchal d’Empire.

## Leben
Er wurde von seinem Vater Jean-Baptiste Berthier (1721–1804), Architekt, Ingenieur und Chef des Topographenkorps unter Ludwig XVI., zum Soldaten erzogen. Vom königlichen topographischen Büro ging er in den aktiven Dienst über, zuerst als Sous lieutenant in den Generalstab und anschließend als Capitaine der Dragoner. Während des Amerikanischen Unabhängigkeitskrieges diente er unter Lafayette. 1789 beförderte ihn Ludwig XVI. zum Général de division der Nationalgarde von Versailles, und am 5. und 6. Oktober 1789 sowie auch am 19. Februar 1791 leistete er der königlichen Familie gute Dienste. Er erkannte jedoch, dass die Revolution militärischen Talenten große Möglichkeiten bot, und so engagierte er sich abwechselnd als Chef des Generalstabs unter Lafayette, Luckner und Custine. Während der Schreckensherrschaft vermied er es, Verdacht zu erregen, indem er Eifer im Krieg der Vendée an den Tag legte.
Sein persönlicher Mut bei der Verteidigung von Saumur am 12. Juni 1793 sicherte ihm eine ehrenvolle Erwähnung in den Berichten der Kommissare des Konvents. Nach dem 9. Thermidor wurde er zum Generalstabschef bei General Kellermann ernannt und trug, indem er auf der Besetzung der Linie bei Borghetto durch die französische Armee bestand, dazu bei, dass der Vormarsch des Gegners zum Stillstand kam. So war sein Ruf als Chef des Generalstabs schon begründet, bevor Bonaparte ihn für diesen Posten auserwählte. Er bewährte sich auch als guter Général de division in den Schlachten bei Mondovi (22. April 1796), Lodi (10. Mai 1796), Codogno (9. Mai 1796) und Rivoli (14. Januar 1797) während der Kampagne von 1796 bis 1797.
Vom 22. Dezember 1797 bis 3. April 1798 kommandierte er die Armée d’Italie.
Er war das Urbild eines Stabsoffiziers für einen General, der sich alle höheren Stabsfunktionen vorbehält. 1798 stellte ihn Bonaparte an die Spitze der „Armée de Rome“, die Rom besetzen, dort die Republik ausrufen und den Papst gefangen nehmen sollte.

Wappen Berthiers als prince souverain de Neuchâtel et de Valangin, Maréchal d’Empire sowie Großkreuz-Ritter der Ehrenlegion. Sein nach den Regeln der napoleonischen Heraldik gestaltetes Wappen zeigte im blauen Schildhaupt daher den Adler der princes souverains, dazu den Wappenmantel und die Rangkrone eines prince sowie das Großkreuz der Ehrenlegion.

Nach seiner Rückkehr aus Ägypten unterstützte er Napoleon beim Staatsstreich des 18. Brumaire VIII und wurde zum Kriegsminister ernannt; diesen Posten bekleidete er bis zum 2. April 1800. Während des zweiten Feldzugs in Italien war er wiederum Chef des Generalstabs und trug dazu bei, dass Napoleon in eine schwierige Lage in der Schlacht bei Marengo geriet, weil er falschen Berichten über die Route und Position der österreichischen Armee Glauben geschenkt hatte. Als er nach dem Sieg einen Waffenstillstand mit General Mélas abgeschlossen hatte, wurde er mit verschiedenen diplomatischen Aufträgen betraut und kehrte anschließend wieder ins Kriegsministerium zurück, das er bis zur Proklamierung des Kaiserreichs leitete. Von nun an stand er völlig im Dienst des Kaisers, der ihn mit Nebeneinkünften, Pensionen und Schenkungen und mit Titeln und Würden überschüttete, darunter am 19. Mai 1804 der Ernennung zum Marschall des Kaiserreichs und im März 1806 mit dem Titel eines prince souverain de Neuchâtel et de Valangin im napoleonischen Adel (noblesse impériale). Berthier war in den Jahren 1805 bis 1807 als Chef des Generalstabs im Range eines Général de division der Großen Armee ein ständiger Begleiter Napoleons in den Kriegen gegen Österreich, Russland und Preußen.

Nachdem Berthier 1807 als vice-connétable das Amt eines Großwürdenträgers des Kaiserreichs und 1809 als prince de Wagram einen weiteren Adelstitel erhalten hatte, zeigte sein Wappen im blauen Schildhaupt sowohl die Bienen der Großwürdenträger als auch den Adler der princes souverains, dazu den Wappenmantel und die Rangkrone eines prince sowie das Großkreuz der Ehrenlegion.

1807 wurde Berthier zum Vize-Kronfeldherrn (vice-connétable) und damit zum Großwürdenträger des Französischen Kaiserreichs ernannt. Im Jahre 1808 befahl ihm Napoleon, die Prinzessin Marie Elisabeth von Bayern-Birkenfeld zu heiraten, eine Nichte des Königs Maximilian I. Joseph von Bayern. Im Jahre 1809 stellte ihn Napoleon als Oberbefehlshaber an die Spitze der Grande Armée, die von Bayern aus gegen Österreich operieren sollte. Am 6. April begann Berthier mit den Kriegshandlungen, aber bereits am 15. April hatte er es fertiggebracht, den ganzen Feldzug zu gefährden. Er teilte die Armee in drei Teile. Davout setzte er mit der Hälfte der französischen Armee bei Regensburg, Masséna mit der anderen Hälfte bei Augsburg und zwischen beiden die Bayern bei Abensberg ein, so dass Erzherzog Karl bei schnellem Vormarsch alle drei Korps einzeln hätte besiegen können. Die Langsamkeit der Österreicher und die Ankunft Napoleons retteten die französische Armee. Berthier leistete dann aber als Generalstabschef im gleichen Feldzug ausgezeichnete Dienste, und zu seiner langen Liste von Titeln kam noch der des prince de Wagram hinzu.
Während des Feldzuges in Russland von 1812 versagte er auch als Chef des Generalstabs. Nach dem Brand von Moskau erwies er sich sogar als unfähig, die Befehle Napoleons richtig zu erläutern. Aber er blieb weiterhin Chef des Generalstabs.
Auch in den Feldzügen der Jahre 1813 und 1814 diente er Napoleon weiter als Generalstabschef. In dieser Position trug er den Titel major-general der Grande Armée. Er genehmigte den Waffenstillstand von Pläswitz im Auftrag Napoleons.

Nachdem der Senat die Absetzung Napoleons proklamiert hatte, schlich sich Berthier, unter Vorspiegelung falscher Tatsachen, von seinem Gönner hinweg und sandte noch vor Napoleons Abdankung dem Senat und der provisorischen Regierung eine Treueerklärung; dann ging er an der Spitze der Marschälle des Kaiserreichs nach Compiègne, um dort Ludwig XVIII. äußerst unterwürfig zu begrüßen. Am 4. Juni 1814 ernannte ihn Ludwig XVIII. zum Pair von Frankreich und zum Capitaine-lieutenant der wiedererrichteten Garde de la porte. Sein Fürstentum Neuchâtel trat er an den König von Preußen, Friedrich Wilhelm III., gegen eine Pension von 34.000 Talern ab. Nach Napoleons Rückkehr von Elba folgte er Ludwig XVIII. nach Gent. 

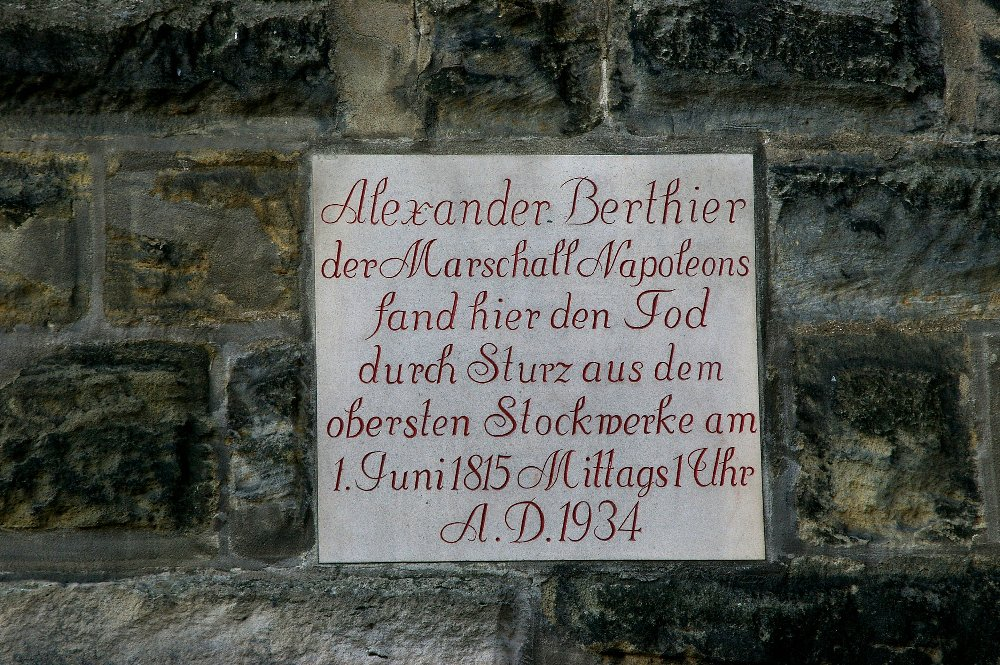
Gedenktafel an der Neuen Residenz Bamberg

Als er jedoch wegen der Geheimhaltung eines von Napoleon erhaltenen Briefes beim König in Ungnade fiel, zog er sich nach Bamberg zurück. Dort war seine Ehefrau Maria Elisabeth bereits am 19. März 1815, er selbst am 30. März 1815 eingetroffen und Maria Elisabeths Onkel König Maximilian I. stellte ihnen eine Wohnung in der Neuen Residenz zur Verfügung.

## Tod
Als am 1. Juni 1815 in Bamberg eine kaiserlich-russische Dragonerdivision durch die Stadt zog, kam Louis-Alexandre Berthier um 13.30 Uhr ums Leben: Er stürzte aus einem Fenster im 2. Stock der Kaiserappartements der ehemaligen fürstbischöflichen Residenz rund 20 Meter tief auf die Residenzstraße und starb („Bamberger Fenstersturz“). Dort befindet sich heute eine Gedenktafel. Es ist ungeklärt, ob ein Unfall oder ein Suizid zu seinem Tod führte.
Am 5. Juni 1815 fand im Bamberger Dom – der damals aufgrund der Säkularisation nur noch als Pfarrkirche des Distrikts IV diente – „die Beysetzung des Leichnams Sr. Durchlaucht des Fürsten Alexander von Wagram mit allen dem hohen Range des Verblichenen angemessenenen Feyerlichkeiten“ statt. Wenig später wurden Berthiers sterbliche Überreste ins Kloster Banz umgebettet, schließlich in die Wittelsbacher-Familiengruft unter dem Altarraum der Kirche St. Quirin von Schloss Tegernsee, wo sie sich noch heute in einem Bronzesarkophag befinden.
Sein Urenkel Alexandre, 4. prince de Wagram (* 20. Juli 1883; † 30. Mai 1918 nach Verwundung in der Schlacht an der Aisne) war der letzte Nachkomme der schon 1763 geadelten Familie Berthier.

## Ehrungen
- Sein Name findet sich auf dem südlichen Pfeiler (23. Spalte) des Triumphbogens am Place Charles-de-Gaulle (Paris).
- Der preußische König Friedrich Wilhelm III. verlieh ihm am 7. April 1805 den Schwarzen Adler-Orden.[11]
- Ernennung zum Kommandeur des Ordens vom Heiligen Ludwig am 24. September 1814 durch Ludwig XVIII.[12]

Berthier war Colonel général des Suisses unter Napoleon Bonaparte.